# Snogeholmssjön
Der Snogeholmssjön ist ein 2,46 km² großer Binnensee in der schwedischen Gemeinde Sjöbo in der Provinz Skåne. An der tiefsten Stelle ist er 8,5 Meter tief.
Direkt am südwestlichen Ufer des Sees befindet sich das Schloss Snogeholm, im Norden steht ein Aussichtsturm. In unmittelbarer Nähe befinden sich mehrere ähnlich große Seen wie der Sövdesjön, Ellestadsjön und Krageholmsjon.